# Anna Shaffer
Anna Shaffer, född 15 mars 1992 i London, är en brittisk skådespelare.
Shaffer har bland annat medverkat i TV-serierna The Witcher och Hollyoaks. Hon har även medverkat i flera filmer om Harry Potter.

## Filmografi (i urval)
- 2009 – Harry Potter och Halvblodsprinsen
- 2010 – Harry Potter och dödsrelikerna – Del 1
- 2011 – Harry Potter och dödsrelikerna – Del 2
- 2011–2019 – Hollyoaks (TV-serie)
- 2019–2023 – The Witcher (TV-serie)